# Rajapur (upazila)
Rajapur är ett underdistrikt i Bangladesh. Det ligger i den södra delen av landet, 130 km söder om huvudstaden Dhaka.
Trakten runt Rajapur består till största delen av jordbruksmark. Runt Rajapur är det mycket tätbefolkat, med 1 411 invånare per kvadratkilometer.